# I. Anasztáz pápa
I. Szent Anasztáz (latinul: Anastasius), (kb. 340 – 401. december 19.) 39.-ként léphetett a pápai trónra. 399. november 27-én, vagyis elődjének, Sziriciusz pápa halálának másnapján választotta meg a római zsinat a keresztény egyház vezetőjének. Címét halála napjáig viselte.

## Élete
Életéről és származásáról szinte semmit sem tudni. Mindenesetre rövid pontifikátusát egészen jól be lehet határolni dogmatikai vitáival és döntéseivel. Első ilyen intézkedése az alexandriai Órigenész köthető. Elítélte írásait, ám olvasását nem tiltotta be, mondván mindenkinek tudnia kell mi az igaz, de azt csak a hamis megismerése által lehet tudni. Az ő rendeleteként mind a mai napig állva hallgatják végig a misén elhangzó evangéliumot. 
Bő kétéves pontifikátusának legnagyobb és legmeghatározóbb eleme volt a donatista tanok elleni harc. Az eretnek tanok központja Karthágó volt. A donatizmus hívei az egyház világiasodását, a hívek elkanászodását sérelmezték. Anasztáz 401-ben zsinatot hívott össze az eretnek irányzat központjában, Karthágóban, itt elítélte a donatizmust, de a vitát nem sikerült lezárni.
Nem sokkal ezután Rómában halt meg. Ünnepét december 19-én tartják.

## Művei
- Documenta Catholica Omnia (latin nyelven). (Hozzáférés: 2011. december 6.)